# San Francisco Bay Area

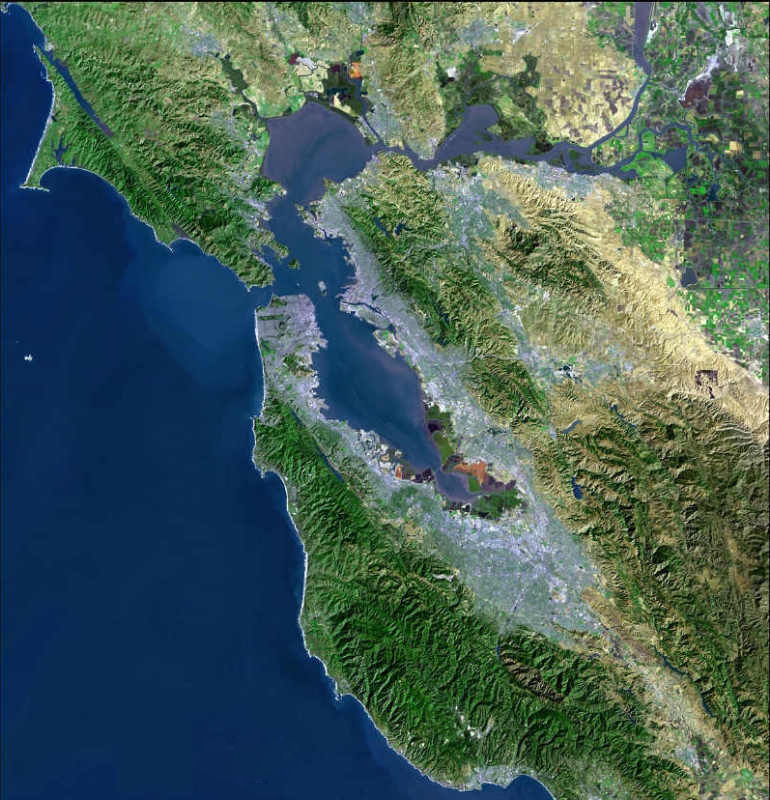
Satellitfoto av San Francisco Bay Area.

San Francisco Bay Area eller The Bay Area är ett område som omger San Francisco-bukten i norra Kalifornien i USA. Området har över sju miljoner invånare och består av storstäder, mindre städer, förortsområden och nationalparker utbrett över nio distrikt (counties). Dessa förbinds av ett stort nätverk av vägar, motorvägar, järnvägar och pendeltåg.
De största städerna i Bay Area är San Francisco, San José och Oakland. San Francisco är traditionellt kulturellt och finansiellt centrum i området men är inte längre lika dominant (San José har större invånarantal) och är inte heller geografiskt sett ett klart urbant centrum. Den ekonomiska tyngden ligger snarare i Silicon Valley i södra delen av området. Två av USA:s främsta universitet, Stanforduniversitetet och University of California i Berkeley ligger också i San Francisco Bay Area.
Bay Area är alltså något annorlunda än typiska storstadsområden som har en enda stadskärna och är omgivna av förorter. Befolkningen är istället utspridd över ett flertal städer och förorter. På grund av den utspridda karaktären kallas området lokalt oftast bara Bay Area (utan referens till någon speciell stad) och det fullständiga namnet används mest av personer utifrån och i officiella sammanhang.
Storstadsområdet, som inkluderar storstäderna San Francisco, Oakland och San José, är det femte största i USA efter New York-, Los Angeles-, Chicago- och Washington, D.C./Baltimore-områdena.

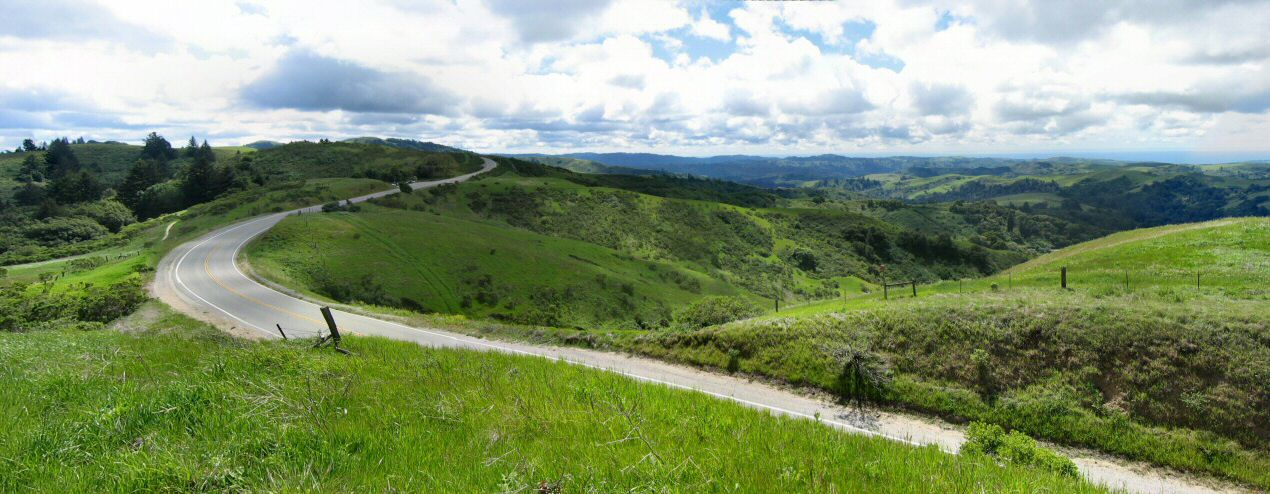
Typisk natur i Bay Area. Skyline Boulevard nära Palo Alto.

## Sport

### Amerikansk fotboll
- San Francisco 49ers

### Baseboll
- San Francisco Giants
- Oakland Athletics

### Basket
- Golden State Warriors

### Ishockey
- San Jose Sharks

## Städer

### Städer med mer än 500 000 invånare
- San Francisco
- San José

### Städer med 100 000 till 500 000 invånare
| - Antioch - Berkeley - Concord - Daly City - Fairfield - Fremont - Hayward | - Oakland - Richmond - Santa Clara - Santa Rosa - Sunnyvale - Vallejo |